# Johannes Hermanus Berger
Johannes Hermanus Berger (Viersen, 6 november 1768 – aldaar, 5 oktober 1807), was een Duits ondernemer en fabrikant. Hij was de vader van onder meer Peter Joseph Berger en Johan Jacob Berger, hij was medefirmant van de firma die Gebrüder Berger.

## Levensloop

### Jeugd
Johannes Hermanus Berger werd geboren als zoon van Hermannus Berger (1733-1800) en Anna Sophia Peters. Hij groeide op in een welgesteld katholiek gezin van zes kinderen.
Het gezin groeide op op Hoeve Veld in Viersen. Later is Johannes, samen met zijn vier jaar oudere broer Leonard, naar de binnenstad verhuisd, waar ze beiden aan de Hauptstraße woonden.

### Textielnijverheid
Johannes richtte samen met zijn broer Leonard de firma die Gebrüder Berger op. Uit overleveringen is bekend dat Johannes een fabriek van zijde en fluweel had. Zijn broer Leonard was lijnwaadfabrikant, en trad regelmatig op namens die Gebrüder Berger. De broers werkten veel samen, Leonard ondertekende namens hen notariële akten.
In de 18e en 19e eeuw was Viersen een belangrijk centrum van textielnijverheid. In 1807 gold Viersen als het grootste centrum van de linnenhandel aan de Nederrijn. De zes grote 'Verleger' (werkgevers) in Viersen gaven toen aan 4000 linnenwevers werk. Die Gebrüder Berger, behorende tot de zes grootsten, gaven aan 800 linnenwevers werk. Deze linnenwevers deden hun werk thuis, alwaar ze een weefstoel hadden. Zij woonden wijd en zijd verspreid over de gehele streek. De wevers kregen hun opdrachten van de 'Verleger' en brachten na afloop, als zij met hun werk klaar waren, hun producten naar de Verleger in Viersen. Pas later ontstonden de fabrieken en sprak men van fabrikanten. 'Verleger' is dus een voorstadium van fabrikant, een bepaald stadium in de industriële ontwikkeling. De textielproducten gingen naar vele landen in Europa. In 1806 waren die Gebrüder Berger met hun inzending op de Jaarbeurs in Parijs.